# Donau-Theiß-Donau-Kanalsystem

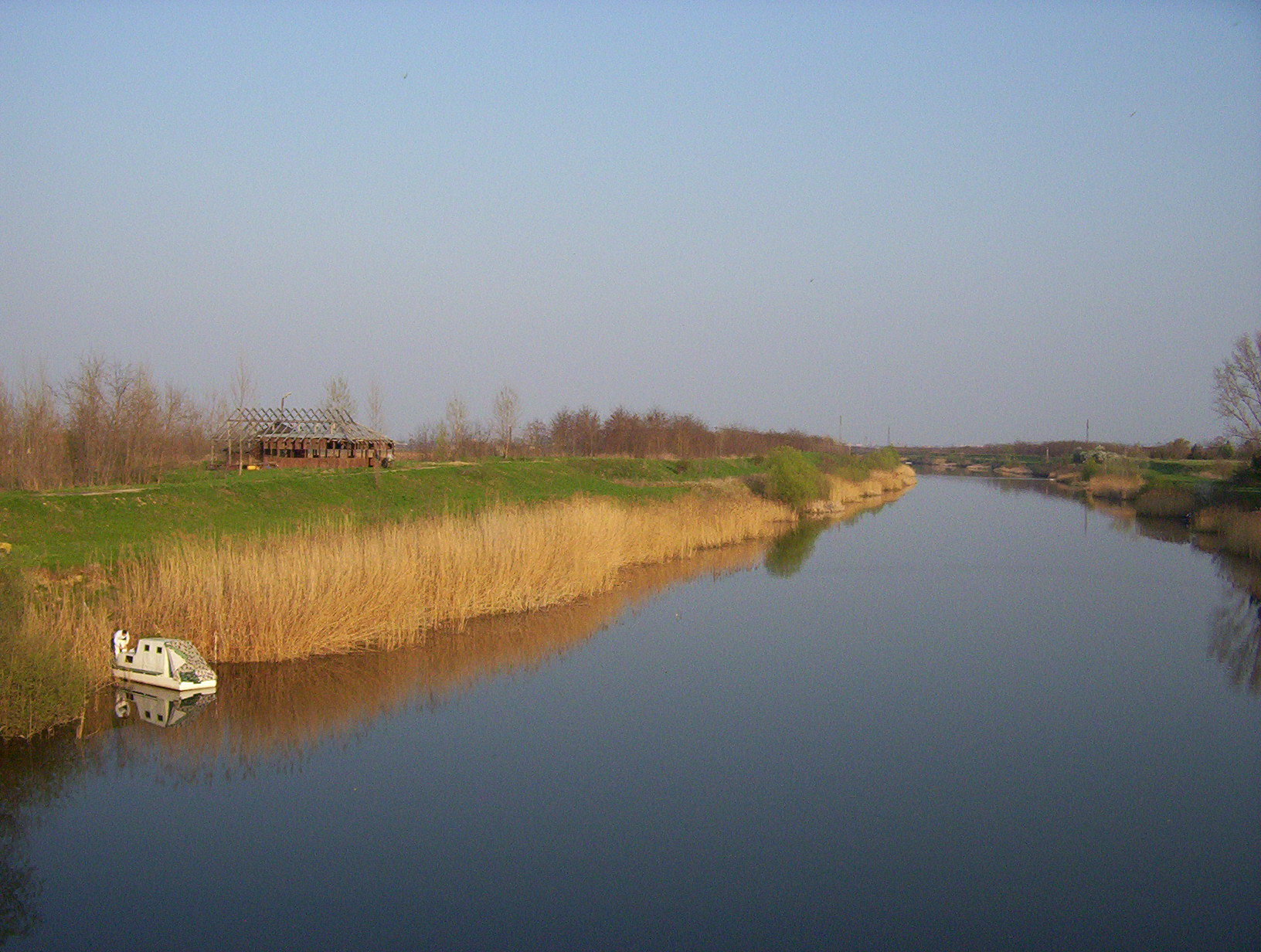
Kleiner Bačka-Kanal bei Rumenka, nahe Novi Sad

Das Donau-Theiß-Donau-Kanalsystem (Kanal DTD, serbisch Канал Дунав-Тиса-Дунав Kanal Dunav-Tisa-Dunav) ist ein System von Kanälen und Gräben im nordserbischen Tiefland der Vojvodina, Serbien, zwischen der serbischen Donau im Westen und dem Unterlauf der Theiß im Zentrum und der Donau am Eisernen Tor.
Damit umfasst das System die nördlich der Donau gelegenen Regionen Batschka und Banat, die durch die Theiß getrennt werden.

## Beschreibung
Das Wasserbauwerk dient dem Hochwasserschutz, der Sumpfentwässerung, der Brauchwasserversorgung, der Abwasserentsorgung, der Schifffahrt sowie dem Sport und Tourismus.
Das Kanalsystem besitzt ein Einzugsgebiet von etwa 12.700 km². Die Gesamtlänge der errichteten Kanäle beträgt 929 km, darunter neue und alte Kanäle und Flussläufe, die vollständig oder teilweise rekonstruiert und in das Kanalsystem integriert wurden. Das Hauptkanalnetz umfasst 51 Bauwerke, davon 24 Schütze, 16 Schleusen, 5 Sicherheitsschleusen, 6 Pumpwerke. Ferner existieren 180 Brücken und Stege. Für den Gütertransport existieren 14 Anlegestellen und Piers.
Entlang der neueren Kanäle des Systems wurden 84 Brücken (62 Straßenbrücken, 19 Eisenbahnbrücken, 3 Fußgängerstege) errichtet.
Eine der wichtigsten Bauwerke des Kanalsystems ist das Theiß-Sperrwerk bei Novi Bečej, welches das Wasserregime im Kanalsystem reguliert und auch für die Bewässerung von 3.000 km² Ackerland verantwortlich ist.

## Bestandteile in der Batschka
Zum Donau-Theiß-Donau-Kanalsystem gehören in der Batschka:

### Großer Batschka-Kanal
Der heute als Großer Batschka-Kanal (früher: Franzenskanal bzw. König-Peter-Kanal) bezeichnete Kanal war der erste Kanal des heutigen Kanalsystems in der Vojvodina. Der 118 km lange Kanal wurde 1803 eröffnet und verbindet die Donau bei Bezdan via Sombor mit der Theiß bei Bečej.

### Kleiner Batschka-Kanal
In den 1870er Jahren entstand der Kleine Batschka-Kanal (früher: Franz-Josephs-Kanal bzw. Alexander-Kanal). Der 69 km lange Kanal verbindet Mali Stapar am Großen Kanal mit Novi Sad an der Donau.

### Baja-Bezdaner Zuleitungskanal
Ebenfalls in den 1870er Jahren entstand mit dem Baja–Bezdáner Zuleitungskanal ein linksseitiger Seitenkanal der Donau.
Der 47 km lange Kanal von Baja (Ungarn) nach Bezdan ist ein von Norden kommender Vorfluter des Großen Batschka-Kanals, der weitgehend auf ungarischem Territorium liegt.

### Weitere Kanäle in der Batschka
In späteren Jahrzehnten wurden weitere kürzere Verbindungskanäle errichtet, darunter:
1. GBK bei Sombor – Prigrevica – Srpski Miletić – Karavukovo – Donau bei Bogojevo (38 km)
2. Donau bei Bezdan – Bački Monoštor – Kupusina – Kanal 1 bei Prigrevica (31 km, teilw. in Donau-Altarmen)
3. Kanal 1 bei Karavukovo – Bač – KBK bei Bački Petrovac (51 km, donauparallel)
4. Kanal 1 bei Srpski Miletić – KBK bei Ruski Krstur (17 km in Ost-West-Richtung)
5. KBK bei Savino Selo – Kucura – GBK bei Vrbas (14 km)
6. KBK bei Despotovo – Ravno Selo – Zmajevo – Gospodinci – Theiß nahe Žabalj (großteils natürlichem Fluss folgend)

## Bestandteile im Banat
Zum Donau-Theiß-Donau-Kanalsystem gehören im Banat:

### Begakanal
Die Bega ist ab Temeschwar kanalisiert und verläuft über Klek und Zrenjanin zur Theißmündung bei Titel.

### Werschatzer Kanal
Der Vršacki kanal verläuft wie folgt: Klek – Botoš – Vlajkovac bei Vršac – Donau bei Socol (Beginn Eisernes Tor).

### Weitere Kanäle im Banat
- Ada – Kikinda – Kanalabzweig östlich Novi Bečej
- Kanalabzweig östlich Novi Bečej – Klek